# Vasiliola evanida
Vasiliola evanida är en tvåvingeart som beskrevs av Fedotova 2004. Vasiliola evanida ingår i släktet Vasiliola och familjen gallmyggor. Inga underarter finns listade i Catalogue of Life.